# Aleksa Bečić
Aleksa Bečić, cyr. Алекса Бечић (ur. 4 sierpnia 1987 w Cetynii) – czarnogórski polityk, lider ugrupowania Demokratyczna Czarnogóra, poseł do Zgromadzenia Czarnogóry i jego przewodniczący w latach 2020–2022, od 2023 wicepremier i minister.

## Życiorys
W młodości uprawiał piłkę nożną, był członkiem juniorskich reprezentacji Czarnogóry, jako senior zdobył dwa puchary Czarnogóry z zespołem FK Crvena Stijena (2005, 2006). Ukończył szkołę podstawową i średnią w Podgoricy, a w 2010 studia na wydziale ekonomicznym Uniwersytetu Czarnogóry. W 2014 na tej samej uczelni uzyskał magisterium z zakresu rachunkowości i audytu.
Był działaczem Socjalistycznej Partii Ludowej Czarnogóry, pełnił różne funkcje w jej władzach, m.in. wiceprezesa stołecznych struktur i rzecznika prasowego. W 2010 został radnym Podgoricy. W 2014 bez powodzenia ubiegał się o przywództwo w partii. Wkrótce opuścił SNP, w 2015 stanął na czele nowo powołanej Demokratycznej Czarnogóry. Jego ugrupowanie w wyborach w 2016 otrzymało ponad 10%, co oceniono jako nadspodziewanie dobry wynik. Aleksa Bečić uzyskał wówczas jeden z mandatów poselskich. W 2020 współtworzył koalicję wyborczą m.in. z ugrupowaniem DEMOS Miodraga Lekicia, będąc liderem jej listy wyborczej i zapewniając sobie w wyborach w tymże roku poselską reelekcję. 23 września 2020 został nowym przewodniczącym czarnogórskiego parlamentu. W lutym 2022 został odwołany z tego stanowiska.
W 2023 kandydował w wyborach prezydenckich, w pierwszej turze otrzymał około 11% głosów (4. miejsce wśród 7 pretendentów). W tym samym roku utrzymał mandat poselski na kolejną kadencję. W październiku 2023 objął urzędy wicepremiera do spraw bezpieczeństwa wewnętrznego oraz ministra spraw europejskich i zagranicznych w nowo powołanym gabinecie Milojka Spajicia.